# Gores Landing
Gores Landing är en ort i Kanada.   Den ligger i provinsen Ontario, i den sydöstra delen av landet, 250 km sydväst om huvudstaden Ottawa. Gores Landing ligger 205 meter över havet.